# 國票綜合證券
國票綜合證券，簡稱國票證券，為台灣國票金融控股公司的子公司。
前身為陳政忠擁有的宏福集團於1990年成立的「宏福證券」，1999年因宏福集團發生財務問題，將過半股權售予國際票券、世華銀行、中國國際商銀、上海商銀共同組成的銀行團。2000年公司更名為「國票聯合證券」，成為國際票券的子公司。

## 沿革

### 宏福證券、協和證券、大東綜合證券
1990年4月10日，「宏福證券」於台北市創立並開始營業 ，成立時的實收資本額為新台幣2億元，是一家專業證券經紀商。
1991年，宏福證券購併雙福證券，設立宏福證券松山分公司。並完成現金增資新台幣5千萬元，實收資本額增為新台幣2億5千萬元。
1996年6月6日，「日中張」張龍柱成立協和證券 。
1997年8月20日，大東綜合證券獲准籌設，簡稱大東證券，主要股東為大東紡織、大華建設、中國貨櫃、陽明海運、新燕實業。 （與1990年2月成立於高雄的大東證券為不同公司，大東證券已於1992年7月併入京華證券。）
1999年，宏福證券的主要股東結構改組，由國際票券、世華聯合商業銀行、中國國際商業銀行、上海商業儲蓄銀行等四家金融機構共同出資接手經營，並透過股東常會通過辦理現金增資，增資後實收資本額為新台幣70億元。

### 國票聯合證券
2000年，更名為「國票聯合證券股份有限公司」。2002年3月26日，成為國票金控的子公司。

### 國票綜合證券
2002年3月26日，協和證券與國際票券金融公司、大東綜合證券共同以股份轉換方式成立國票金控，協和證券與大東綜合證券兩者都成為國票金控的子公司。
2002年10月18日，國票聯合證券與國票金控旗下的協和證券、大東綜合證券合併，合併後為續存公司，並更名為「國票綜合證券股份有限公司」。
2006年，為了改善公司的財務結構，辦理減資新台幣18億6,921萬元。
2007年，取得兼營證券相關期貨自營業務、兼營證券投資顧問業務、受託買賣外國有價證券（複委託）業務、認購（售）權證業務資格。
2008年，轉投資設立「英屬維京群島商國票證券控股股份有限公司」。
2010年，「英屬維京群島商國票證券控股股份有限公司」轉投資設立「國票證券(亞洲)有限公司」。
2020年，轉投資設立「國票證創業投資股份有限公司」。